# روده‌ماهیان
روده‌ماهیان (نام علمی: Ophidiidae) نام یک تیره از راسته روده‌سانان است.

## نگارخانه

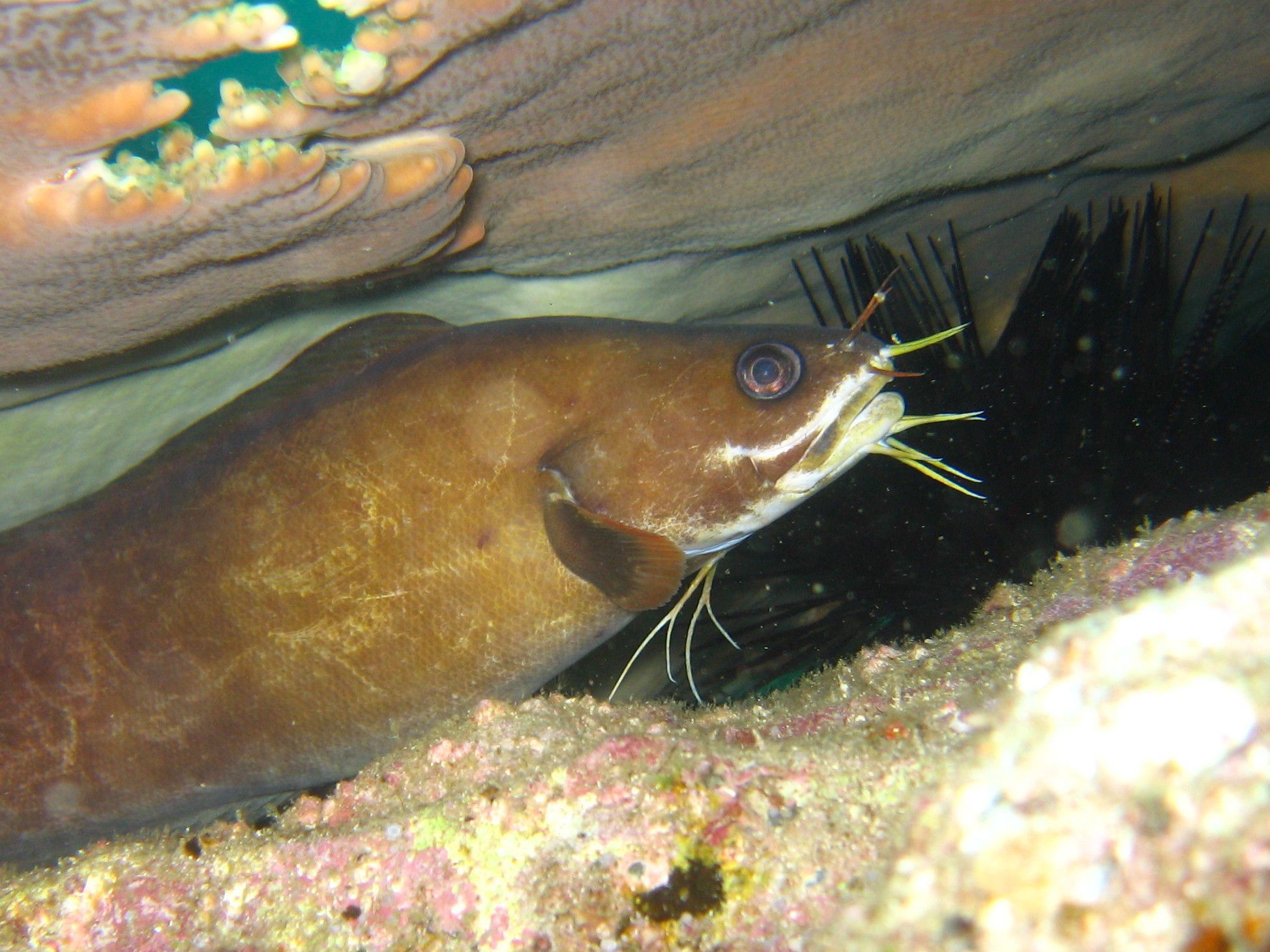
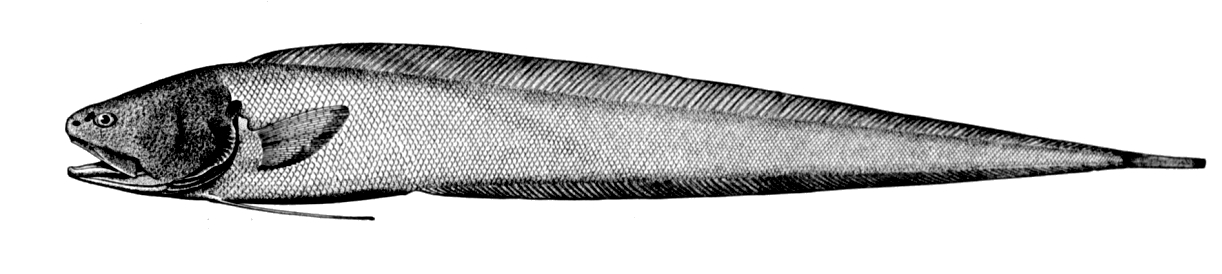
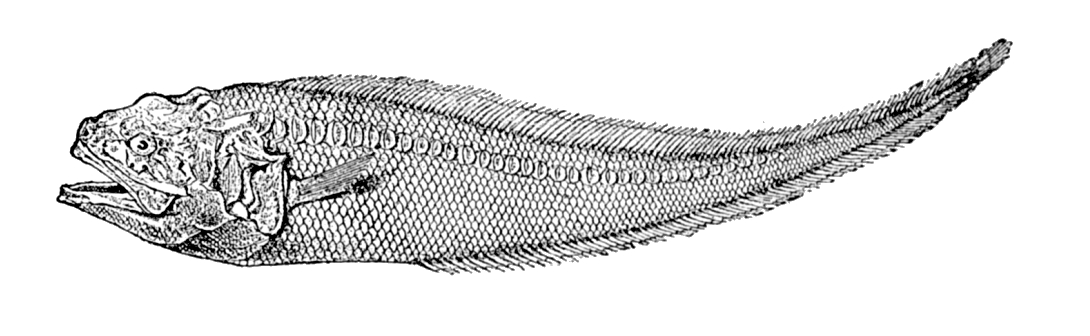
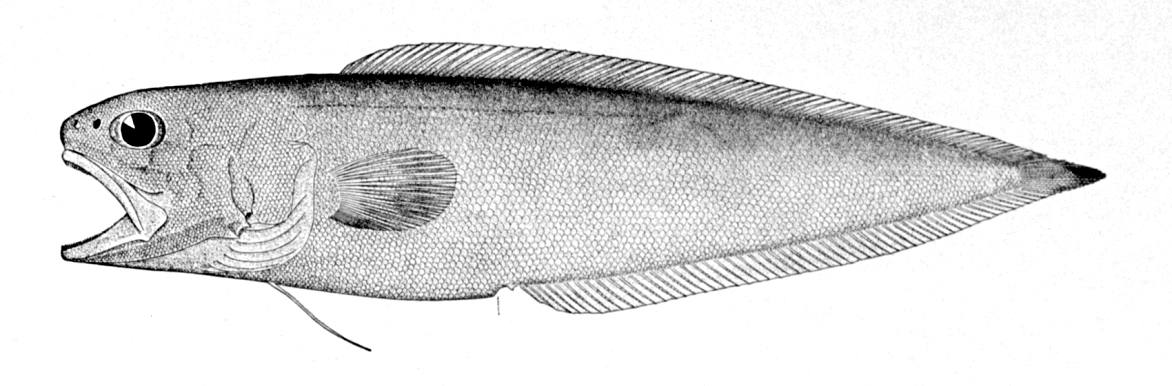
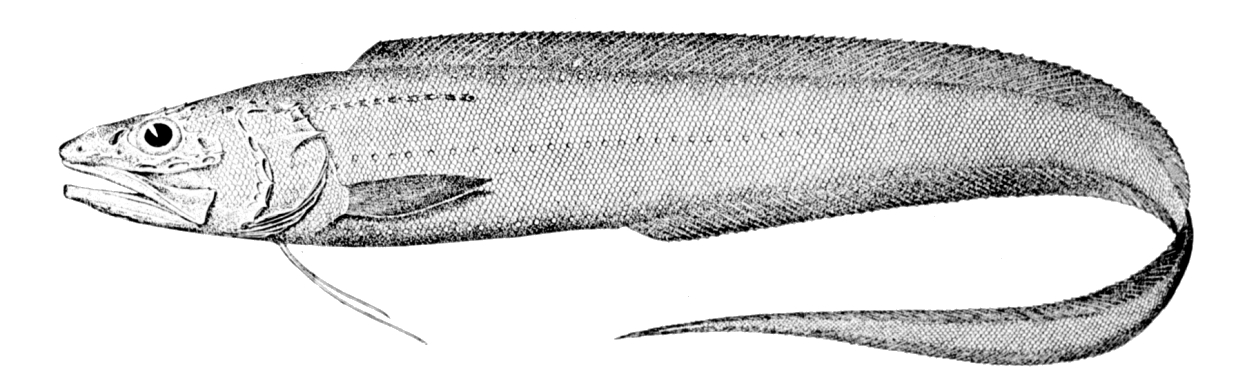
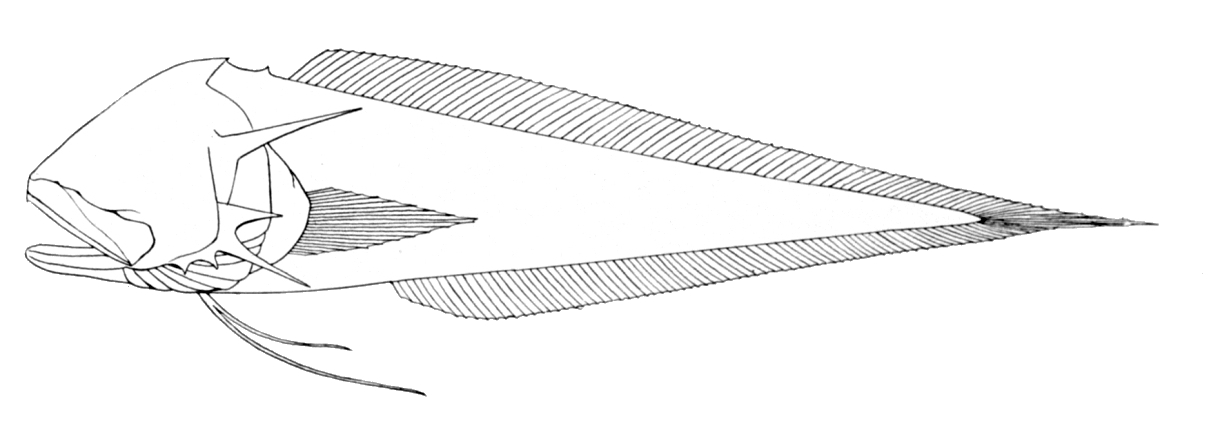
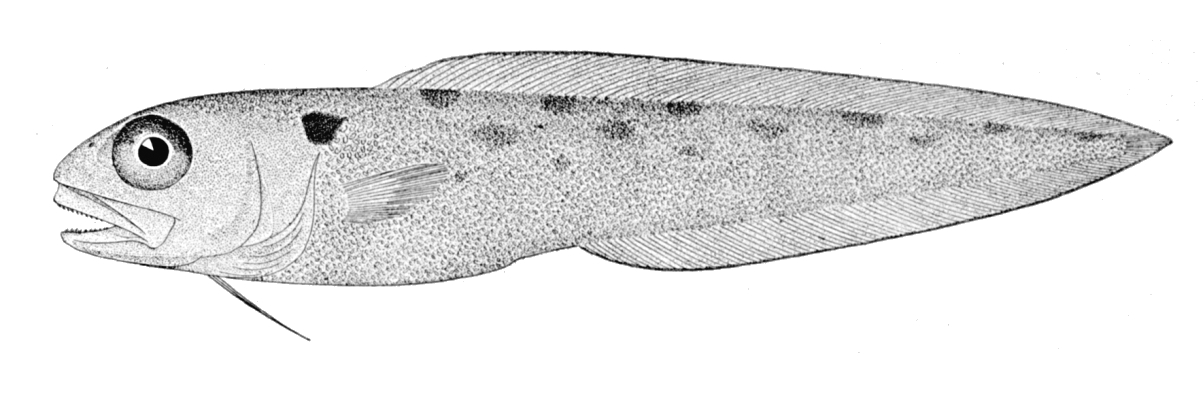